# Fumage
Pour les articles homonymes, voir Fumigation et Fumage (art).
Le fumage est une technique de conservation et d'aromatisation de certains aliments, consistant à exposer ces denrées à la fumée.

## Description

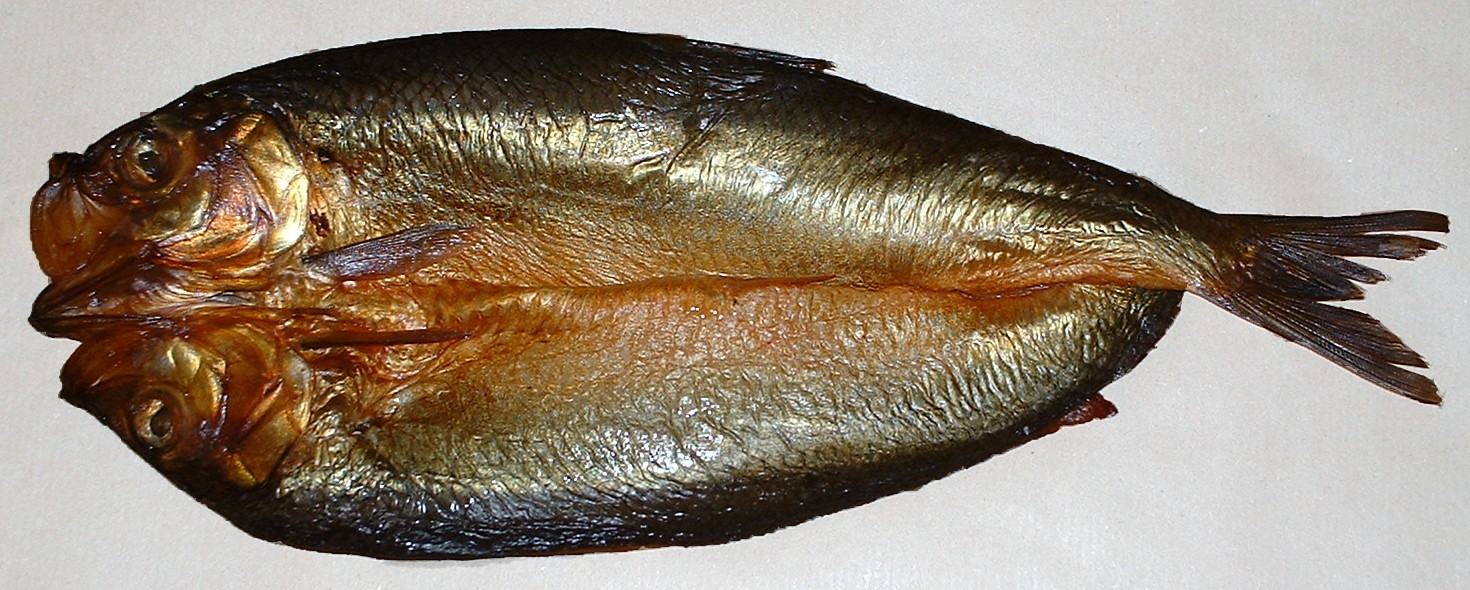
Un poisson fumé, le hareng saur.

L'opération consiste principalement à soumettre une denrée alimentaire à l'action des fumées qui se dégagent lors de la combustion de certains végétaux. À l'origine, le but recherché était d'agir sur la durée de conservation du produit traité : c'est ainsi qu'à côté de la salaison et du séchage, le fumage appartient au groupe des trois procédés les plus anciens de conservation des denrées alimentaires. Par la suite, la recherche principalement d'une qualité gustative, et accessoirement, celle d'un mode de présentation du produit ont prévalu.
Le fumage joue donc plusieurs rôles : aromatisation et coloration du produit, préservation du produit (effet anti-microbien), durcissement de la texture (par exemple la modification des constituants protéiques du boyau par les composants présents dans la fumée). Le fumage peut se faire à froid (12 à 25 °C), à chaud (50 à 85 °C : dénaturation des protéines et destruction des micro-organismes) ou à une température intermédiaire (25 à 50 °C : activation des enzymes endogènes améliorant la tendreté du produit).

### Fumage de la viande

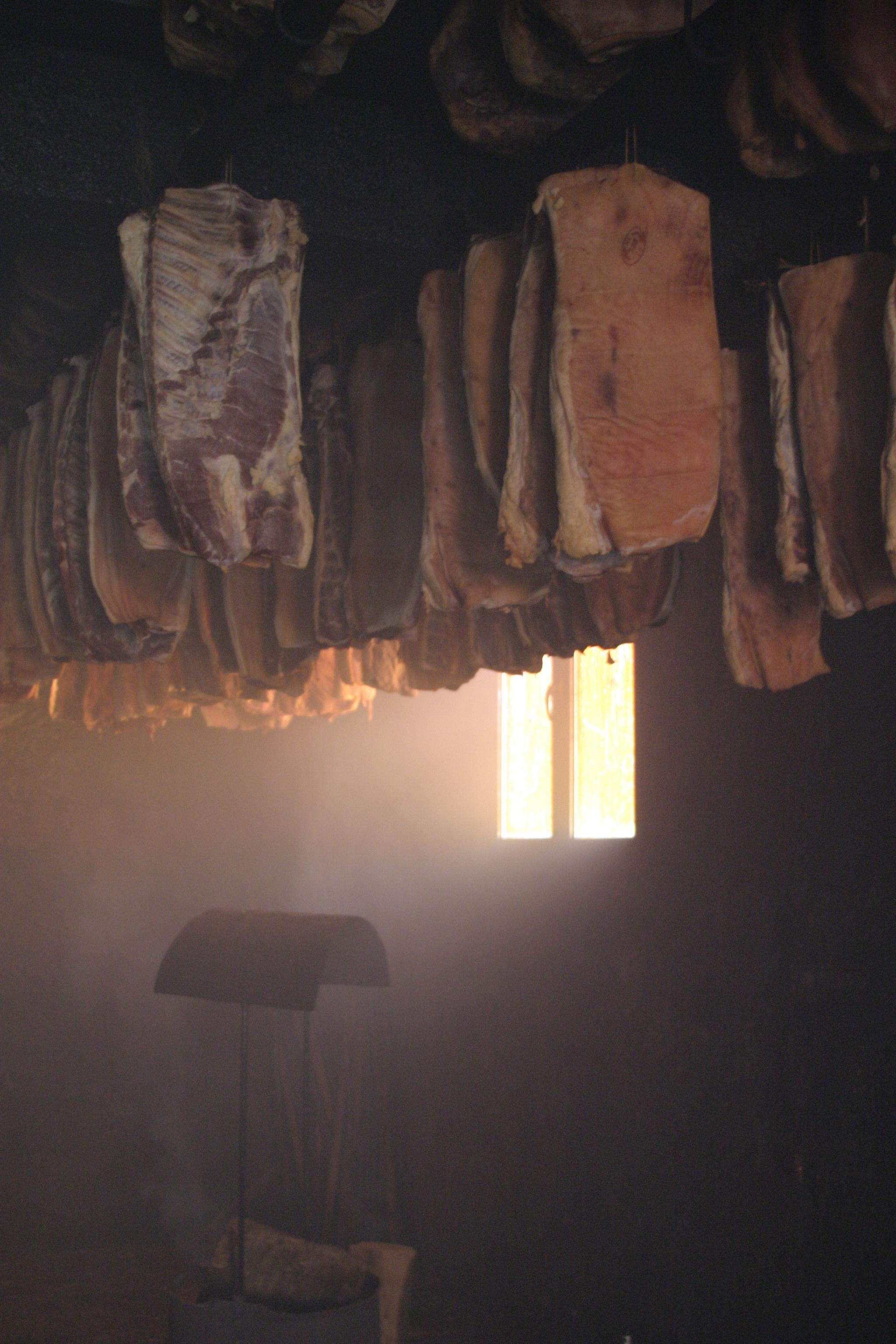
Fumage de viande de Njeguši, au Monténégro.

Le fumage, ajouté à la conservation par séchage, modifie les qualités organoleptiques de la viande : il change sa coloration et son arôme et durcit sa texture.
La fumée produite par la combustion du bois contient des substances fongistatiques qui inhibent la croissance des moisissures et des levures à la surface du produit ; un léger fumage peut être utilisé durant la période de stockage de la viande séchée, en particulier dans des conditions climatiques humides. L’effet conservateur du fumage n’est toutefois pas très important lors du stockage du produit s’il n’existe pas de chaine de froid.
Si un fumage intense peut augmenter considérablement la durée de vie d’une viande, il a également un effet défavorable sur la saveur et donc sur la qualité, notamment dans le cas d’un stockage prolongé pendant lequel vont se développer des arômes de fumée goudronneuse de plus en plus désagréables.
Selon la FAO, le fumage, en tant qu’agent conservateur, doit être considéré comme une mesure d’urgence lorsqu’aucune autre méthode de conservation ne peut être utilisée. Cette méthode peut être utilisée par temps humide ou dans un climat humide, ou quand la préservation doit être effectuée aussi vite que possible pour pouvoir immédiatement transporter la denrée (par exemple après une chasse). Le fumage intensif combine :
- l’effet de séchage par réduction de la teneur en eau par l’air chaud ;
- la condensation des particules de fumée à la surface de la viande ;
- leur pénétration dans les couches internes du produit[1].

Des hydrocarbures aromatiques polycycliques (HAP) peuvent se trouver dans les viandes fumées (ou grillées) ; le jambon fumé peut contenir jusqu’à 3 µg de benzo(a)pyrène/kg mais la réglementation accorde une teneur maximale de 1 µg/kg de ce produit, dont le pouvoir mutagène et cancérogène a été prouvé. Ces hydrocarbures, ainsi que du formaldéhyde, sont contenus dans les fumées de combustion, auxquelles sont exposés les viandes et les poissons à fumer, et dans une moindre mesures les opérateurs chargés des travaux de fumage.

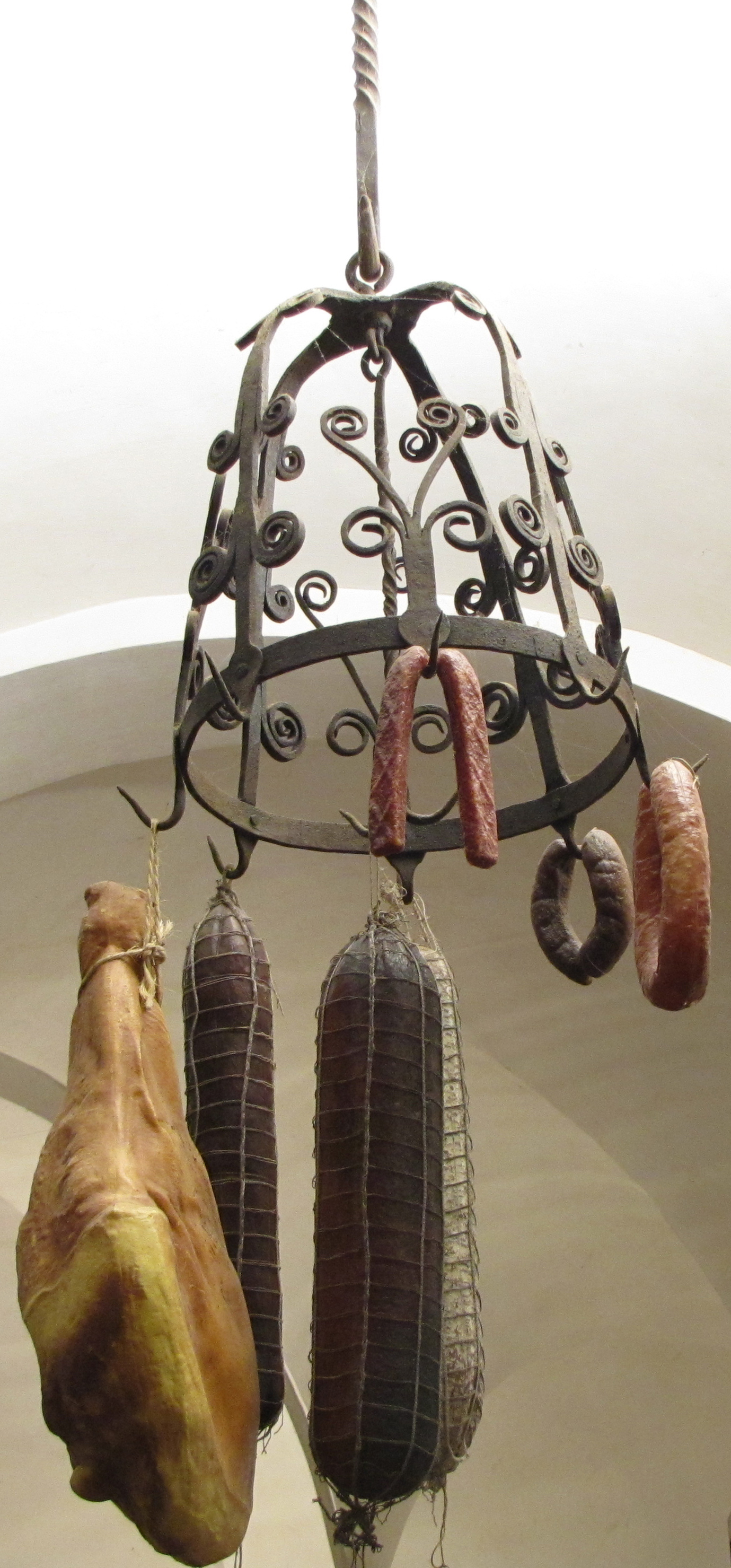
Salaisons suspendues à une couronne d’office. Musée de la Gourmandise, Hermalle-sous-Huy.

La pratique ancestrale du fumage s’est faite en Europe
- soit dans un local réservé à cet effet lorsque la production dépassait les besoins familiaux[4] ;
- soit tout simplement dans la cuisine ou dans la pièce où l’on vivait lorsqu’elle était pourvue d’une cheminée qui servait autant à chauffer la pièce qu’à cuisiner et à fumer ; le tuyé en est un exemple.

Les viandes étaient suspendues à des barres de fer ou de bois fixées dans le conduit et, une fois fumées, terminaient leur séchage suspendues à des crochets ou à des couronnes d’office dans un autre coin de la pièce.
En 1776, un auteur proposa très sérieusement de faire mentir le proverbe inutile comme une cheminée en été en utilisant celle-ci lorsqu’on n’y faisait pas de feu par le placement de portes en canevas pour en fermer le devant, du manteau jusqu’à l’âtre ; le canevas était destiné à laisser passer l’air mais pas les mouches. Les viandes suspendues dans le conduit devaient être enveloppées de plusieurs couches de linges mouillés, arrosés chaque jour ; dans l’âtre, des baquets recueillaient l’eau qui pouvait goutter. Le principe était de rafraichir les viandes par l’utilisation des courants d’air ascendants et descendants qui se produisent dans le conduit au fil de la journée.
Le fumage s’applique à :
- des viandes crues séchées (ex. : Jambon de la Forêt-Noire, Jambon de Njeguši, Saucisse de Morteau) ;
- à des viandes « mi-cuites » lorsque la fumée est produite par du bois incandescent ;
- à des viandes préalablement salées (ex. : le Jambon d'Ardenne belge, la Viande des Grisons, le brési) ;
- ou à des produits cuits comme le Gandeuillot.

Sont fumées d’autres viandes que celle du cochon dont le lard fumé caractérise la gastronomie traditionnelle de certaines régions (ex. : Cuisine lorraine). Par exemple : l’agneau qui intervient dans le Þorramatur viking, le canard (spécialité culinaire de la cuisine sichuanaise et de celle de l’Anhui), le cheval (qui, sous forme de Cico Cico, garnit les Tramezzini), etc.
Le choix du bois caractérise certains arômes ; dans le cas des fumés du Haut-Doubs, par exemple, il s'agit de bois de sapin.
En Suisse, dans le canton de Fribourg, on fume le jambon « à la borne ».
À La Réunion, où l'on appelle « boucanage » la technique du fumage, on obtient le boucané.
Au Québec, le sandwich à la viande fumée est un mets traditionnel, hérité des immigrants juifs fondateurs de célèbres restaurants tels Ben's et Schwartz's.

### Fumage du poisson
Les procédés de fumage de la viande s'appliquent aussi à la chair des poissons, que l'on peut donc conserver assez longtemps une fois salés et/ou fumés, soit entiers, comme dans le cas du hareng saur, soit sous forme de filets, comme pour le saumon.

## Fumage à chaud
C’est la méthode la plus utilisée en pays tropicaux car on obtient un produit relativement stable. Les poissons sont, le plus souvent, préalablement salés et séchés. La température utilisée varie entre 60 et 120 °C : le poisson est donc fumé et cuit en même temps. Cette méthode est en fait la combinaison du séchage et du fumage.

## Fumage à froid
Le fumage à froid est surtout pratiqué dans les pays tempérés. La température est maintenue entre 20 et 25 °C et ne doit en aucun cas dépasser 28 °C car le poisson ne doit ni cuire ni trop se dessécher. Elle est régulée soit par admission d’air frais, soit par passage de la fumée dans un échangeur. Au cours de cette opération, on doit surveiller la ventilation, la température et l’hygrométrie de l’air. La durée de traitement varie de quelques heures à quelques jours, selon le type d’installation et le produit désiré. Le fumage « à froid » requiert des conditions d’hygiène et un contrôle de qualité très rigoureux car le produit final ayant une teneur en eau encore importante.

## Influence de la fumée sur les tissus du poisson

### Action organoleptique
L'arôme typique de la fumée est dû aux phénols et plus particulièrement à ceux à bas ou moyen point d'ébullition (gaïacol, syringol, etc.). Les différentes essences de bois utilisées ont une forte influence sur la saveur. Les carbonyles et acides sont à l'origine des différences de flaveur (arôme + goût). La coloration varie avec les types de bois utilisés.

### Action chimique
Au cours du fumage, il y a un léger abaissement de pH, dû à la formation d’acides pouvant favoriser une bonne conservation. La fumée a un effet antioxydant dû aux phénols sur les lipides du poisson; ils inhibent la phase de propagation de l’auto oxydation.

### Action antibactérienne
Certains phénols ont un effet bactériostatique sur la croissance des micro-organismes. Cependant, dans le cas d'un fumage à chaud, c'est surtout la température qui est à l'origine de l'action antibactérienne. Par ailleurs, l'action du sel de par la diminution de l'activité de l’eau (Aw) qu’elle induit est également non négligeable.

### Toxicité
Les composés présents dans la fumée n'ont pas toujours des rôles bénéfiques. Lorsque le fumage est mal conduit, les produits fumés peuvent présenter des risques par le dépôt des hydrocarbures aromatiques polycycliques (HAP) qui sont susceptibles de provoquer l’apparition de cancer chez le consommateur.

## Aspects historiques
Le fumage est utilisé aussi bien pour les viandes que les poissons depuis le IIe millénaire av. J.-C. en Europe. Il sèche et introduit le formaldéhyde, qui agit en tant que conservateur et change également le goût de la viande, augmentant sa saveur. Au Ier siècle, Columelle présente ses observations sur la saveur d'un fromage romain qui a été durci en saumure et puis fumé.

## Langue française: fumage ou fumaison?

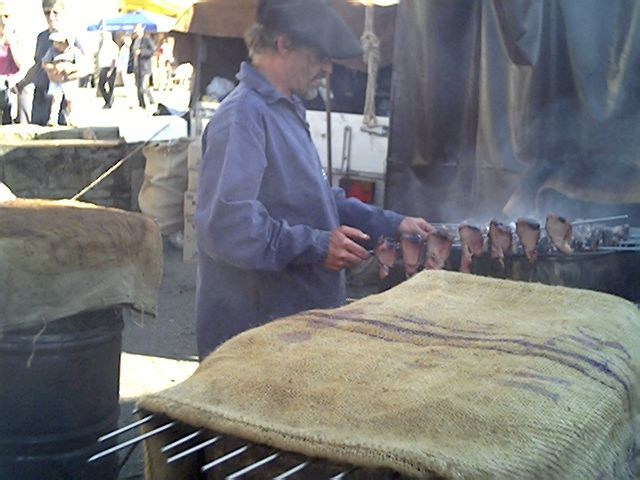
Fumage de poisson à l'ancienne, au tonneau, lors du festival du chant de marin 2007 à Paimpol

Les auteurs ne s'accordent pas toujours sur le terme à utiliser.
On ne trouve ces termes ni dans le Thesaurus linguae latinae de Estienne (1531), ni dans le Thresor de la langue françoyse de Nicot (1606) mais, par contre :
- Le Dictionnaire de l'Académie française, de 1762 à 1835, indique constamment que le fumage est l'opération par laquelle on donne une fausse couleur d'or à l'argent filé, en l'exposant à la fumée de certaines compositions. Il faut attendre la 8e édition de 1932[9] pour trouver un nouveau sens au terme (« Action d'exposer à la fumée. Le fumage des jambons, des harengs. Il se dit spécialement d'une Opération par laquelle on donne une fausse couleur d'or à l'argent filé, en l'exposant à la fumée de certaines compositions » et « Action de fumer une terre ou Résultat de cette action. Le fumage d'un champ. »). L'entrée « fumaison » n'est pas retenue par l'Académie.
- Le fumage, selon Émile Littré et son Dictionnaire de la Langue française par E. Littré de l’Académie française en 1873, possède un double sens : fumer les denrées alimentaires pour les conserver ou mettre du fumier dans une terre (pour la rendre plus fertile) ; la fumaison, selon lui, serait un terme rural, synonyme du fumage au deuxième sens.
- Pierre Larousse, dans le Grand Dictionnaire universel du XIXe siècle, indique que le fumage consiste à exposer l'aliment à la fumée pour le conserver ; la fumaison serait l'exposition à la fumée d'aliments en général préalablement salés, et aussi l'ajout de fumier aux terres.
- Pour l'Atilf et sa base historique du vocabulaire français, le fumage est l'action d'exposer une denrée à la fumée pour en assurer la conservation tandis que la fumaison est le procédé de conservation par fumage…
- Le Dictionnaire d’agriculture du Cilf, qui a pour tâche d'enrichir la langue française et de favoriser son rayonnement en gérant les ressources de la langue française et de la francophonie signale que le fumage est l'« opération qui consiste à exposer dans un fumoir une substance alimentaire à l'action prolongée de la fumée pour assurer sa conservation. Fumaison s'applique plutôt à la viande et fumage au poisson. »
- Le Dictionnaire de l’Océan du même Cilf écrit que le fumage est une technique de conservation du poisson par un traitement à la fumée de feu de bois, et que son synonyme est saurissage.
- Le Dictionnaire des industries du Cilf affirme que le fumage est le procédé de conservation de produits alimentaires traités à la saumure par la fumée tandis que la fumaison est le traitement de la viande et du poisson par la fumée de bois en vue de la conservation.
- Le Dictionnaire d’histoire et de géographie agraires de Paul Fénelon, dépendant du Cilf encore, ajoute aux deux sens de fumage (conservation des denrées et action de fumer les terres), le sens de « période où l'on fume les terres » et affirme que la fumaison est l'« incorporation de fumier à une terre à labourer, ou à une prairie que l'on veut améliorer ».
- Selon le Dictionnaire culturel en langue française, le fumage est l'« action d'exposer à la fumée (des aliments, pour les conserver) » et la fumaison l'« ensemble des procédés de conserve par fumage » ou la « durée de l'opération de fumage ». Ces deux termes qualifient également d'ajouter du fumier à une terre.

Les spécialistes en gastronomie eux-mêmes utilisent fumage et/ou fumaison :
- Pour Jules Favre (Dictionnaire universel de Cuisine, circa 1891), il n'est question que de fumage pour la conservation des aliments.
- Idem pour Jules Trousset dans sa Grande encyclopédie d'économie domestique et rurale.
- Par contre, le Dictionnaire de l'Académie des Gastronomes de 1972 indique fumage et fumaison dans un même sens (conservation des aliments).

## Procédés et appareils de fumage

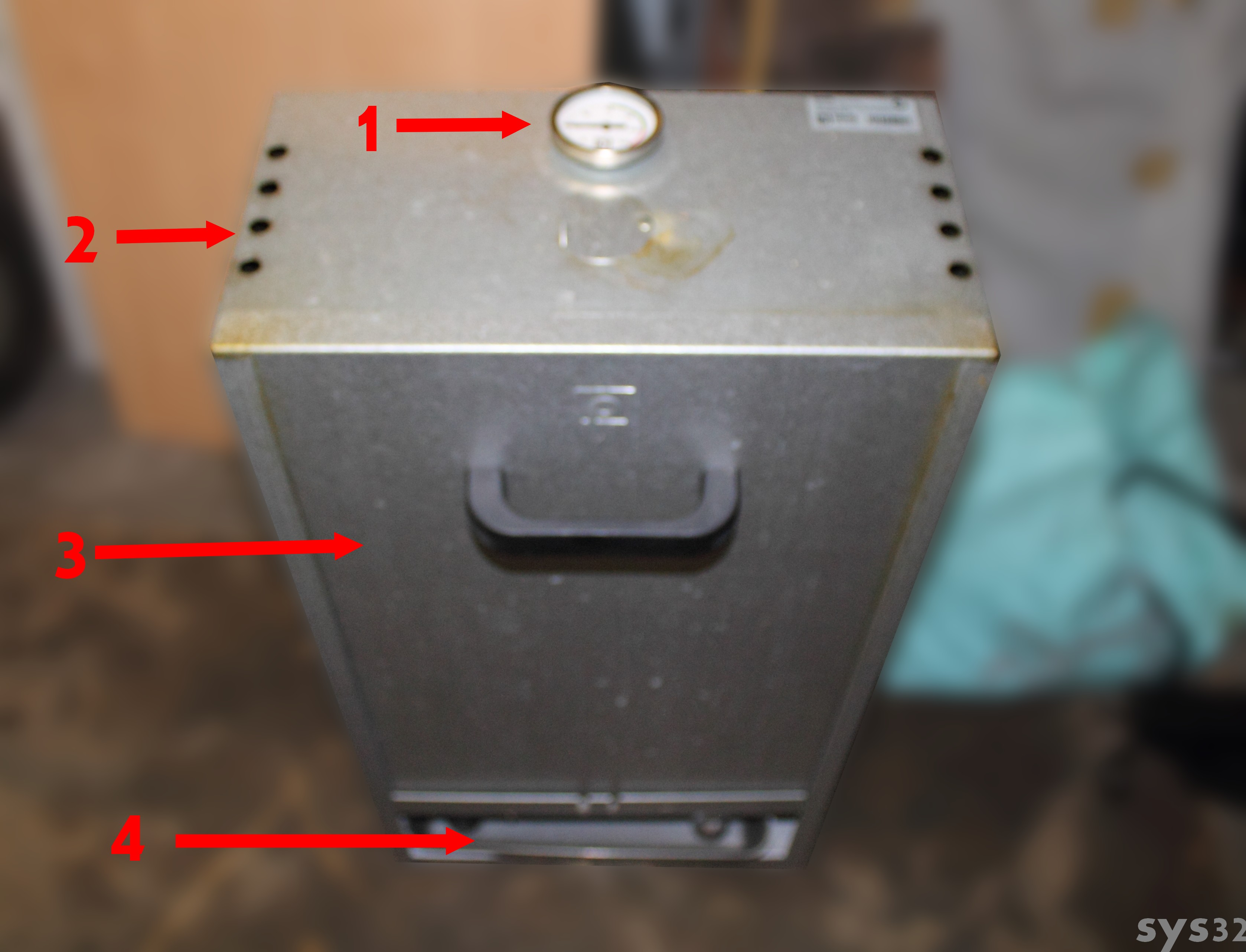
1. thermomètre
2. aérations
3. tiroir
4. bac pour le charbon

Les fumoirs sont tout simplement les appareils qui permettent de fumer les aliments. Ils  peuvent fonctionner avec de la sciure, du charbon ou avec du gaz.

### Fumage naturel
Le fumage naturel consiste à exposer la viande ou le poisson à de la fumée issue de la combustion de bois (chêne, hêtre, noyer).
Deux procédés différents : le fumage traditionnel en tuyé (ou tuhé, ou tué) et le fumage en cellule.
Fumage en tuyé
Cet appareil est en fait une grande cheminée, comportant un foyer en partie basse, une chambre d'exposition des aliments au-dessus, séparé du précédent par une grille, et le conduit d'évacuation de la fumée en partie supérieure. La fumée est obtenue en général par la combustion lente de sciure de bois. Les tuyés sont très reconnaissables à leur haute cheminée recouverte d'un chapeau caractéristique. Ils sont utilisés entre autres dans le Haut-Doubs pour le fumage de la saucisse de Morteau.
Fumage en cellules
Il s'agit de chambres en acier inoxydable dans lesquelles on place les aliments puis on fait circuler de la fumée en provenance d'un dispositif extérieur. La fumée peut être obtenue par combustion de sciure, ou par friction d'une bûche.

### Fumage artificiel
Il consiste à arroser la viande ou le poisson avec un arôme de fumée liquide obtenu par récupération et dilution de jus ou de goudrons issus de la combustion de bois. Ces arômes de fumée, qui peuvent servir à donner un goût de fumée à des aliments très divers (chips, biscuits d'apéritif) font l'objet d'une réglementation particulière de l'Autorité européenne de Sécurité des Aliments.

## Contrôle des produits fumés et aromatisés à la fumée
À des fins de contrôle des pratiques de fumage des aliments dans le secteur de la viande, de la charcuterie et du poisson, la Direction générale de la Concurrence, de la Consommation et de la Répression des fraudes (DGCCRF) a mené une enquête auprès de 230 établissements.
L’enquête a entrainé la visite d'établissements industriels (poisson, charcuterie et viande), artisanaux (charcuteries, poissonneries ou saurisseries), des piscicultures, des grandes et moyennes surfaces (GMS), des restaurants ou encore des scieries.
L'enquête, s'est conclue sur un taux d’anomalies des établissements contrôlés de 35 % :
- 60 avertissements

- 17 mesures de police administrative

- 3 procès-verbaux pénaux

### Lacunes liées à la provenance du bois utilisé
La traçabilité et la connaissance de l'origine des bois utilisés ne sont pas toujours garanties. Il n'est pas rare que la sciure de bois soit achetée auprès de sources inconnues, présentée dans des sacs sans identification et achetée sans facture.